# 晋江市育婴堂
晋江市育婴堂位於中國福建省晋江市安海镇。成立于1844年，由生员倪人俊创立。主要用于收养被遗弃的孤儿。1957年由政府接管，1991年育婴堂更名为晋江市育婴院，2007年新建的晋江育婴院落成晋江市安海镇兴安路。

## 修建历史
由于闽南地区溺婴成风，1844年当时为生员的倪人俊，看到安海镇有大量的溺婴，便心生善念，倾尽家产建立了"养生堂"用于收养被遗弃的孤儿。并到新加坡，菲律宾于侨胞募捐，捐得善款重新筹建了“育婴堂”并将募捐的一部分资金购买街店并出租用于维持“育婴堂”日常开支。抗日战争时期重新修葺过房子，1957年由政府接管。1991年育婴堂更名为晋江市育婴堂，1996年在旧址重建成一栋5层楼建筑。由于多年使用，在加之育婴堂位于安海镇区中心地带无法进行扩建，不利于增加收养弃婴的数量。所以2007年于在安海镇兴安路，重新修建规划占地15亩，建筑面积6970平方米的新院以便增加收养弃婴的数量。

## 收养历史
1844年到1949年间，育婴堂收养了弃婴21504名。创办以来到2009年，晋江育婴院已收养弃婴、孤儿2.3万多名。目前，在院的弃婴孤儿130名，寄养在外260名。